# EMT X-13
X-13 ist eine Drohne des deutschen Herstellers EMT Penzberg für den Einsatz von Schiffen und vom Festland aus. Der erste Prototyp wurde Mitte 2004 fertiggestellt.
Sie startet von einem Pneumatik-Katapult und landet in einem Netzsystem mit einer automatisierten Anflugsteuerung. Der Flug erfolgt autonom.
Die Drohne ist eine Aufklärungsdrohne und hat eine Spannweite von 510 cm und ein Abfluggewicht von 130 kg. Sie kann bis zu 6 Stunden in der Luft bleiben und fliegt dabei mit einer Fluggeschwindigkeit von 100 bis 180 km/h.
Die Aufklärung erfolgt in Echtzeit mittels 8-Kanal-Videoübertragung, SAR- und IR-Sensoren und digitaler Standbildkamera.

## Technische Daten
- Spannweite: 5,10 m
- Startmasse: 130 kg
- Geschwindigkeit: 100–180 km/h
- Dienstgipfelhöhe: 3.000 m (10 000 ft)
- Reichweite: 200 km
- Einsatzdauer: 6 h[3]